# Music Machine
För musikgruppen, se The Music Machine.
Music Machine är ett musikalbum av Melody Club. Det släpptes den 26 december 2002 av Virgin Records och är bandets debutalbum. På albumlistan placerade sig albumet som bäst på första plats i Sverige och på sjuttonde plats i Norge.
Albumet är producerat av den svenske producenten Dan Sundquist i bland annat Silence Studios, Atlantis Studios och Polar Studios.
Från albumet släpptes singlarna Palace Station, Electric och Covergirl.  

## Låtlista
1. Covergirl - 3:25
2. Stranded Love - 3:18
3. Play Me in Stereo - 3:53
4. Palace Station - 3:16
5. Let's Kill the Clockwork - 4:20
6. My Soft Return - 3:06
7. Put Your Arms Around Me - 3:03
8. Electric - 3:59
9. Colours - 3:31
10. Angeleyes - 4:00
11. Golden Day - 2:54

## Listplaceringar
| Lista (2002-2003) | Topplacering |
| ----------------- | ------------ |
| Norge             | 17           |
| Sverige           | 1            |

### Fotnoter
1. ↑  ”Music Machine”. Norwegiancharts. 25 februari 2002. http://norwegiancharts.com/showitem.asp?interpret=Melody+Club&titel=Music+Machine&cat=a. Läst 19 augusti 2007.
2. ↑  ”Music Machine”. Swedishcharts. 25 februari 2002. http://swedishcharts.com/showitem.asp?interpret=Melody+Club&titel=Music+Machine&cat=a. Läst 19 augusti 2007.